# 过江藤
过江藤（学名：Phyla nodiflora）为马鞭草科过江藤属下的一个种。

## 療效
全草皆可入药，可鲜用或晒干。其性微凉，归心、肝、胃经。具有祛热解毒，化瘀消肿之疗效。
主治： 消肿止痛，铁打扭伤，通络活血，皮肤疾病，伤口溃烂。

## 禁忌
孕妇忌服，体质虚寒者禁服。